# Nannobisium liberiense
Espèce
Nannobisium liberiense est une espèce de pseudoscorpions de la famille des Syarinidae.

## Distribution
Cette espèce se rencontre au Liberia, en Côte d'Ivoire et au Togo.

## Étymologie
Son nom d'espèce, composé de liberi[a] et du suffixe latin -ensis, « qui vit dans, qui habite », lui a été donné en référence au lieu de sa découverte, le Liberia.

## Publication originale
- Beier, 1931 : Neue Pseudoscorpione der U. O. Neobisiinea. Mitteilung aus dem Zoologischen Museum in Berlin, vol. 17, p. 299-318.